# بیل فاستر

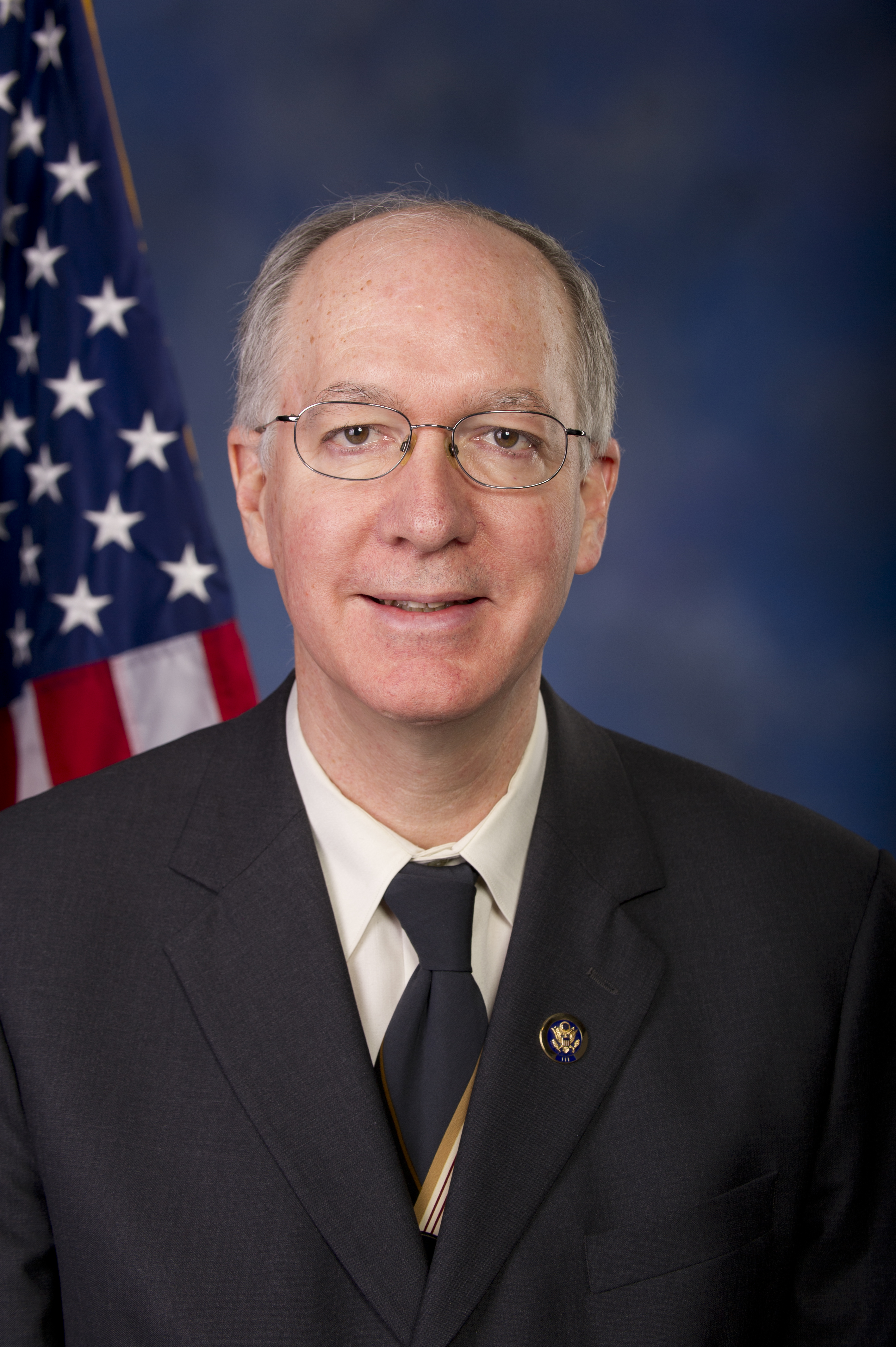

بیل فاستر (به انگلیسی: Bill Foster) نمایندهٔ حوزه انتخابیه یازدهم ایلی‌نوی از حزب دموکرات ایالات متحده آمریکا در مجلس نمایندگان ایالات متحده آمریکا است که برای نخستین‌بار در ۳ ژانویه ۲۰۱۳ میلادی به‌عضویت این مجلس درآمد.